# Csepel-sziget

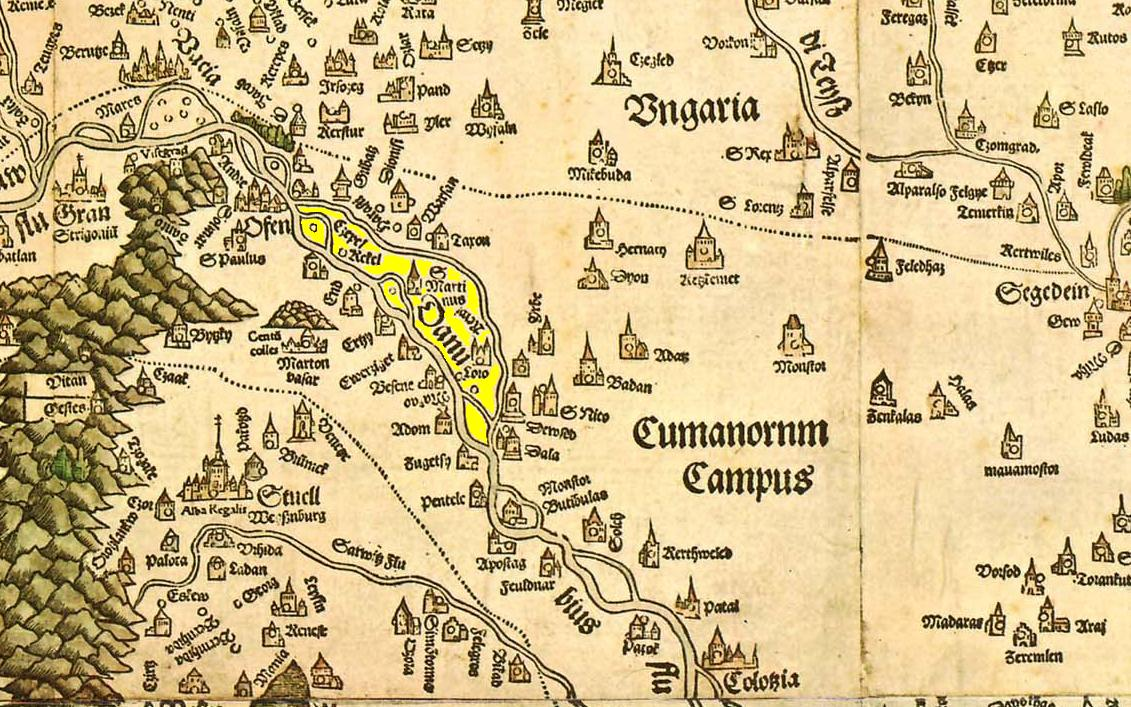
A Csepel-sziget ábrázolása a Tabula Hungariae térképen

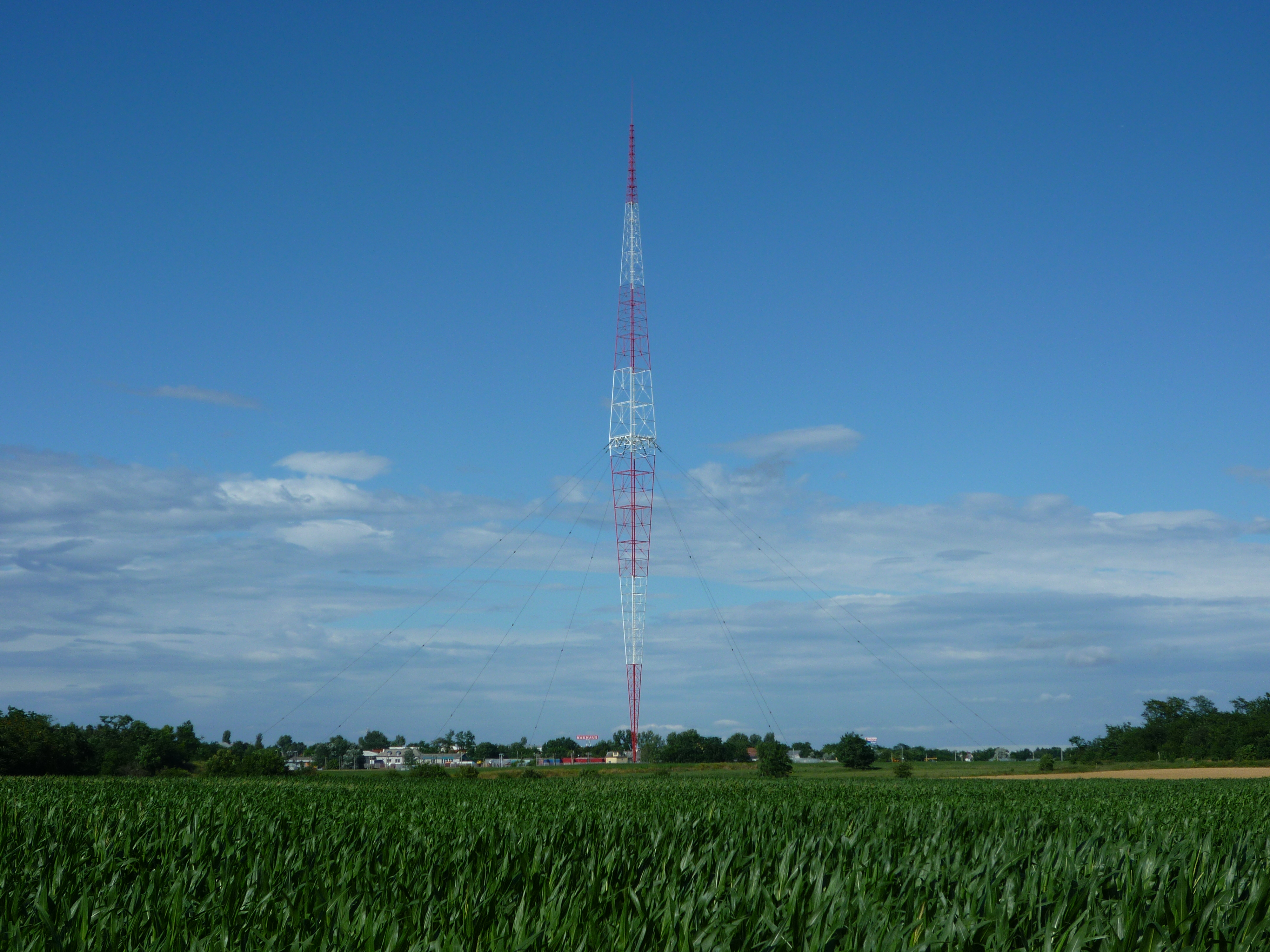
A lakihegyi adótorony

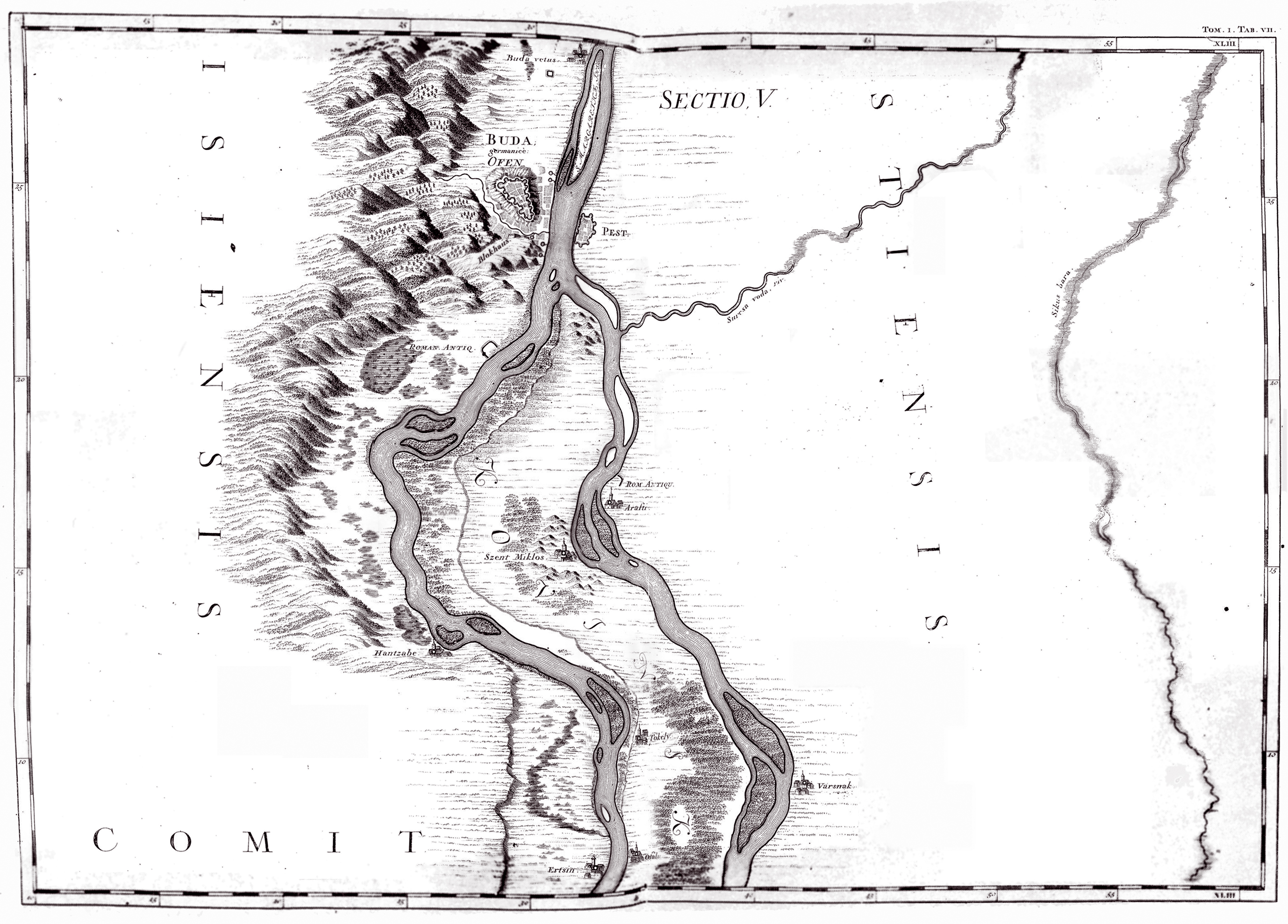
Luigi Ferdinando Marsigli Csepel-szigetről készült térképe 1726-ból

A Csepel-sziget (németül: Eugensinsel, szerbül: Острво Чепел) magyarországi Duna-sziget. Népessége mintegy 165 000 fő. Itt áll az ország legmagasabb építménye, a 314 méteres, középhullámú rádiózás céljára épült, ma már ipari műemléknek számító lakihegyi adótorony.

## Fekvése
A Csepeli-síkon, a Duna főága és az abból kelet felé kiágazó Ráckevei-Duna (más néven Soroksári-Duna) által közrefogott, a hosszához mérten viszonylag keskeny sziget, amelynek tengelye csaknem pontosan észak–déli irányú. Hossza e kiterjedése mentén mintegy 48 kilométer, átlagos szélessége 6–8 kilométer között változik, területe 257 négyzetkilométer. Északi része Budapest határai közé esik, a fennmaradó pedig teljes egészében Pest vármegye részét képezi. 2021-ig déli csücskében – a Kis-Duna torkolati duzzasztásánál – néhány hektárnyi területe már a Bács-Kiskun vármegyei Tasshoz tartozott, amíg új vízleeresztő műtárgy építésével még egy vízág került kivezetésre és a Tasshoz tartozó kis földdarab elkülönítésre került a sziget csücskétől. A budapesti rész a sziget területének csak mintegy 10%-a, az ott élő népesség ugyanakkor a sziget (körülbelül 165 ezer fős) összlakosságának mintegy a felét teszi ki.

### Megközelítése, közlekedése
Legfontosabb közútja az 5101-es út, mely gerincútként végighúzódik Budapest XXI. kerületétől Lakihegy, Halásztelek, Tököl és Szigetújfalu érintésével Ráckeve központjáig. A főváros déli határa közelében keresztülszeli az M0-s autóút, a Duna főágának túlsó partjával az egyetlen állandó összeköttetése, míg a Ráckevei-Dunát több kisebb-nagyobb híd is átíveli. A jelentősebbek ezek közül a Kvassay híd, a Gubacsi híd, az M0-s dunaharaszti hídja, a dunaharaszti HÉV-híd és a ráckevei Árpád híd.
A MÁV vasútvonalai közül egyik sem érinti a szigetet, a Budapestről induló HÉV-vonalak közül kettő is: a Nagykörút vonalától Csepel városrész központjáig közlekedő H7-es és a Közvágóhídtól Ráckevéig közlekedő H6-os vonalak.
A szigeten helyezkedik el a tököli repülőtér.

## Nevének eredete
Itt volt a honfoglaló magyarság első székhelye, az Árpád nemzetség szálláshelye. Anonymus „vezéri szigetként” (ducalis esset insula) említi. Sokáig úgy tartották, hogy a Duna szigete a nevét Árpád lovászáról, Csepel (Sepel) neve után kapta. Nyelvészek szerint azonban a sziget neve talán a cseplye, csepely, azaz 'sarjadék, bokros, cserjés hely' jelentésű főnévből keletkezett, vagy talán puszta személynévből magyar névadással. Az alapjául szolgáló személynév török, illetve szláv nyelvekből is leszármaztatható.
Et castra metati sunt iuxta insulam, et dux arpad suique nobiles intrantes insulam, uisa fertilitate et ubertate illius loci, ac municionem aquarum danubij, dilexerunt locum ultra quam dici potest. Et constituerunt ut ducalis esset insula, et unusquisque nobilum personarum suam ibi haberet curiam et uillam. Statim dux arpad conductis artificibus percepit facere egregias domos ducales, et omnes equos suos longitudine dierum fatigatos ibi introductos pascere precepit. Et agasonibus suis magistrum prefecit quendam cumanum uirum prudentissimum, nomine sepel. Et propter sepel magistrum agasonum in ibi morantem, uocata est insula illa nomine sepel usque in hodiernum diem.
Tábort ütöttek a nagy sziget mellett, majd Árpád vezér meg nemesei bevonultak arra. Mikor látták a helynek a termékenységét és gazdagságát, továbbá hogy a Duna vize milyen erőssége neki, kimondhatatlanul megszerették. Egyszersmind elhatározták, hogy ez lesz a vezéri sziget, s a nemes személyek mindegyike ott udvart meg majort kap. Árpád vezér azonnal mesterembereket fogadott, és velük pompás vezéri házakat építtetett. Aztán meghagyta, hogy a napok hosszú során át elcsigázott minden lovát vigyék oda és ott legeltessék. Lovászai fölé mesterül egy igen okos kun embert tett, név szerint Csepelt. Minthogy Csepel lovászmester ott lakott, azért nevezték el azt a szigetet Csepelnek egészen a mai napig.
A sziget műholdképe:https://www.google.hu/maps/@47.8200839,18.7505213,1020m/data=!3m1!1e3
A nyelvészek elvetik a Sepel személynévből történt eredet valóságtartalmát. Benkő Loránd magyar nyelvész, tudománytörténész, egyetemi tanár szerint a Csepel szó tájnyelvből származik. A szó jelentése: fiatal erdő vagy tölgyfa. Módszeresen bemutatta, hogy az Anonymus Gesta Hungarorumának alapján álló hagyományos néveredeztetés módszertani tekintetben több ponton is hibás. Kutatása alapján a névadó – törökségi eredetű névvel felruházott – lovászmester legendateremtő alakjának a helyébe egy prózaibb megoldás került: a régi csepel(y) ~ cseplye »egyfajta erdő, bokros hely« jelentésű szavunk.
…ha a csepel(y) - csepel(y)e köznév ismert volt Anonymus korában is, gestaírónk miért nem ismerte föl a Csepel földrajzi névvel való azonosságot. E tekintetben két eset lehetséges. Az egyik az, hogy tekintve e szónak már az ómagyarban is feltehetően tájszó voltát, nem is volt meg anyanyelvjárásában. Ha ez a körülmény állna fönn, akkor értékes adalékot kapnánk P. magister származására vonatkozóan: keleti vagy déli területeken születettnek gondolhatnánk.

## Települései
A Csepel-sziget települései (északról délre): 
- Budapest XXI. kerülete
- Halásztelek
- Szigetszentmiklós
- Szigethalom
- Tököl
- Szigetcsép
- Szigetújfalu
- Szigetszentmárton
- Ráckeve
- Lórév
- Szigetbecse
- Makád
- Tass-Szentgyörgypuszta Üdülőterület egy része 2021-ig (Rózsa-szigettel)

## Történelme
A Csepel-sziget déli részének, a szigetbecsei, kunok lakta területek kivételével az Árpád-házi királyok alatt a sziget egész területe királyi vagy királynéi birtok volt. A harmadik Anjou-házból származó magyar királyok uralkodása idején ezek a területek birtokcserével végleg királyi fennhatóság alá kerültek. Zsigmond király 1424. május 25-én kelt oklevelében Borbála királynénak adományozta a Buda melletti Nagy vagy Csepel szigetén és Kecskemét városán kivül, az ehhez közel és Becse város körül lakó királynéi kunokat, Félegyháza és Laczkháza falukat. A Pesttől délre fekvő, sziget menti területek a középkorban közigazgatásilag Fejér vármegyéhez tartoztak, amely vidéket a nyulak szigeti apácáknak mint birtokosoknak a kérésére 1449-ben Hunyadi János kormányzó Pest-Pilis-Solt vármegyéhez csatolta, majd ezt a rendelkezést V. László 1453-ban megerősítette. A terület megmaradt királyi birtoknak, vagy királynéi jegyajándékként ajándékba adták. A török hódoltság előtt a települések közül Csepel, Tököl és Ráckeve szerepe volt a legjelentősebb.

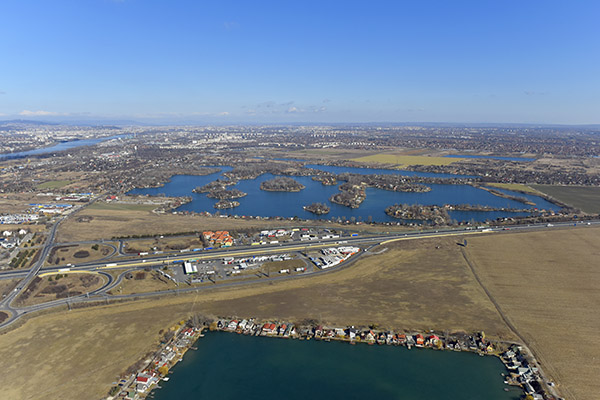
A csepeli bányatavak légi felvételen

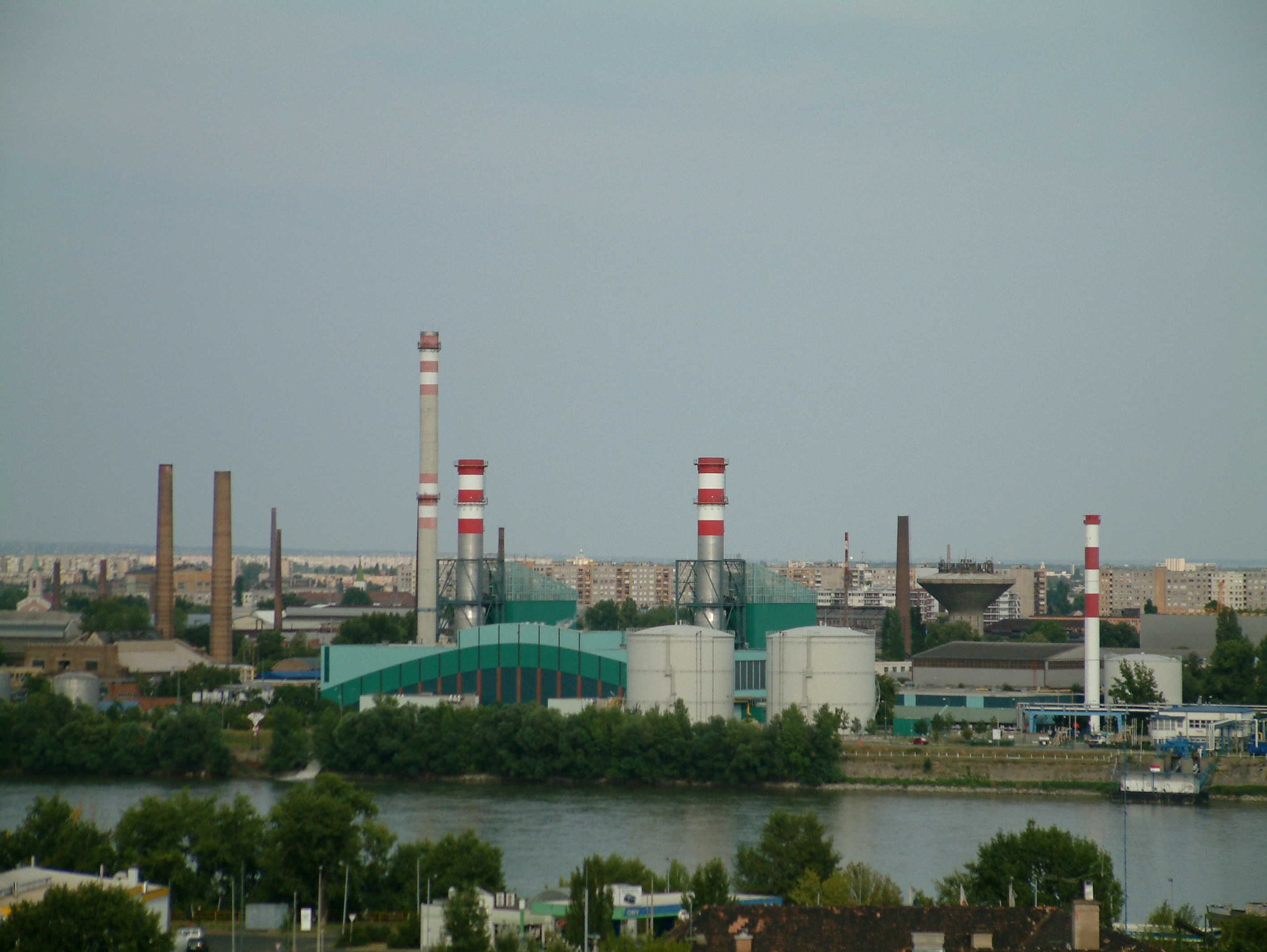
A Csepel Művek és a Csepeli Erőmű Budafokról nézve

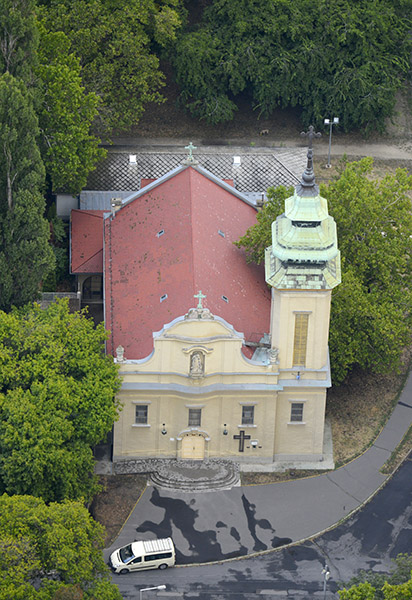
Csepel II. Jézus Szíve Plébánia – légi fotó

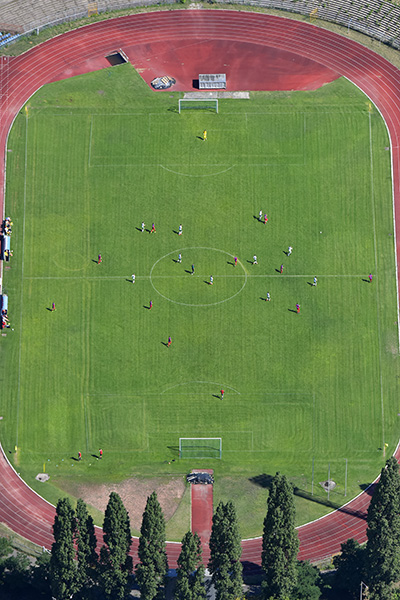
Csepel SC – sportpálya a magasból

Csepelt és Tökölt mint a csepeli ispánság, vagy mint az ispán lakóhelyét többször említik a középkori források. Ráckeve fejlődésében fontos szerepet játszott a Balkánról, a török elől északabbra húzódó szerb és magyar kereskedők letelepedése, a korábban másutt kapott privilégiumok Keviben való megtartása, valamint a sziget déli részén, a folyón való kedvező átkelési lehetőség. A Duna közelsége, a hajózható víziút és az ennek köszönhetően létrejött országos hírű vásárok tették virágzóvá a Magyarország közepén elterülő vidéket.
A török hódoltság alatt a Csepel-sziget és környékéhez tartozó települések a budai szandzsák részei, azon belül a szigeten lévő városok, falvak és puszták a kovi (ráckevei), míg a Duna balparti része a pesti nahijéhez tartozott. A középkor végére elnéptelenedett falvak közül a végleg elpusztultak sorsára jutott a szigeten Háros, Lak, Szőlős, Szentmihály, Cserevic, Gyála, Simonfa, Szentlászló, Szentistván, Méregyháza és Telek, a sziget balparti települései közül pedig Varsány, Délegyház, Csóka, Bial, Szentkirál, Szentiván, Izra, Hügye, Bankház és Imrefalva.
A hódoltsági területek magyar birtokosai közvetlenül nem tudták földesúri jogaikat gyakorolni. Sok esetben az ilyen földeket adományozás vagy birtokcsere révén új családok tekinthették vagyonuk részének. A Csepel-sziget magyar földesura 1622-ben Esterházy Pál volt, akinek örökösei 1695-ben Heissler von Heitersheim császári generálisnak adták el itteni birtokaikat. 1698-ban Heissler özvegyétől vásárolta meg a zentai csata győztes vezére, Savoyai Jenő herceg, aki mint gondoskodó földesúr, kultúrapártoló személyiség, rengeteget tett a vidék felvirágoztatásáért. Új birtokának gyér népességű területeire katolikus németeket hívott, akiknek kedvező feltételeket biztosított a letelepedéshez.
Rákóczi 1706. augusztus 17-én kelt felhívásában a Pest-környéki falvak lakosságát kérte, hogy jószágaikkal együtt hagyják el házaikat, ezzel is akadályozva a császári seregek élelmezését. A harcokat tetézte az 1709-ben kitört súlyos pestisjárvány, amely a vármegye népét megtizedelte. 1710-ben az egész vármegyét a császár seregei uralták, majd az új alispán 1711-ben megkezdte a kuruc felkelők javainak elkobzását. A török alatt megváltozott közigazgatási beosztás tovább tagolódott. A 18. században a szigeti települések a Pilisi, a sziget melletti rész Peregig (Kiskunlacháza II. ker.) a Kecskeméti, a Dömsödtől délre lévő területen fekvő falvak pedig a Solti járás részei lettek.
Erre az időszakra a betelepülőknek nyújtott kedvezmények hatására ismét lakottá vált több, korábban elnéptelenedett település. A Savoyai Jenő földesurasága alatt megerősödött városok és falvak fejlődését csak a Duna gyakori áradásai, a kolera- és pestisjárványok, a tűzvészek tudták időlegesen visszavetni.
A herceg halálát követően a birtok örökös hiányában visszaszállt az uralkodóra. Ezt követően a sziget a Habsburg-Lotaringiai-házból származó uralkodók – mint magyar királyok – birtokrésze, amely Ráckevei koronauradalom néven a II. világháború végéig önálló gazdasági egységként funkcionált. A királyi birtokon nagy területű erdő, jelentős szántóterület, szőlő és gyümölcsös volt. Ennek művelése, gondozása az itt élők feladatai közé tartozott mint jobbágyi szolgáltatás, egészen 1848-ig. A jobbágyfelszabadítást követő évtizedekben, a 19. században a szükséges munkákat cselédekkel, bérmunkásokkal végeztették.
A Savoyai által építtetett kastély funkcióját elvesztette, gazdasági épületként használták. A sziget melletti településeken több család osztozott, sőt gyakori volt az adás-vétel, csere vagy a zálogként bírt földeknek végleges tulajdonosváltása. Kiskunlacháza (I. ker.) kivétel ez alól, hiszen korábban a Német Lovagrendnek eladott területek részeként a redempció által megváltotta magát.
A kunok önállóságukat 1876-ig megőrizték, és csak ezt követően kerültek Pest-Pilis-Solt vármegye közigazgatásához és bíráskodásához, amely egyúttal a megye nevének Pest-Pilis-Solt-Kiskun vármegyére történő változtatását is jelentette. 1880-tól a sziget egy részét a római katolikus pesti nagypolgári Prückler családból való Prückler László (1847–1929), pezsgőgyáros hosszú évekig tartotta vadászati bérben. A századfordulón a területen létrejött változások eredményeképp – Dunaharaszti és Csepel kivételével, amely települések a Kispesti járáshoz tartoztak – a török előtt egy egységet képező terület ismét egy közigazgatási egység lett, amely nevét járási székhelyéről, Ráckevéről kapta. Csepel paraszti jellege csak akkor kezdett rohamosan megváltozni, amikor felépült Weiss Manfréd első üzeme a sziget északi részén. A sziget mezőgazdasági munkásai örömmel vállaltak munkát az előnyös munkafeltételeket biztosító iparban. Berthold és Manfréd 1892. december 12-én vette bérbe Csepel községtől a homokos, úgynevezett János-legelőt.
Az 1950-es közigazgatási változásokkal Dunaharasztit e területhez csatolták. A 19. és a 20. században a településeken élők között erőteljes rétegződés történt. A főváros jelentős építkezései, gyárai, majd később a csepeli ipari munkalehetőségek a sziget településeiről sokakat vonzottak dolgozni. A mezőgazdaságból élők mellett az ipari munkásság és a kishivatalnoki réteg a 20. század elejétől minden faluban kimutatható.
A Ráckevei járás népessége – Dunaharaszti nélkül – 1900-ban 35 385, 1910-ben 40 274, 1920-ban 41 585, 1930-ban 44 826, 1941-ben 48 631, 1949-ben 51 070 főt tett ki. A második világháború okozta károk helyreállítása után a terület északi részén található településeken erőteljes iparosítási folyamat zajlott le. A háború előtt épített Dunai Repülőgépgyár, a Csepel Autógyár munkaerő-szükséglete vonzotta az ország más részeiből munkát keresni a fővárosba vagy a környékére érkezőket. Az ipari munkások részére Szigetszentmiklóson 1950-1982 között lakótelepet építettek. A Halásztelekken működő Fogaskerékgyárból az államosítást követően a magyar szerszámgépgyártáshoz tartozó gyárak fejlesztő intézete lett.

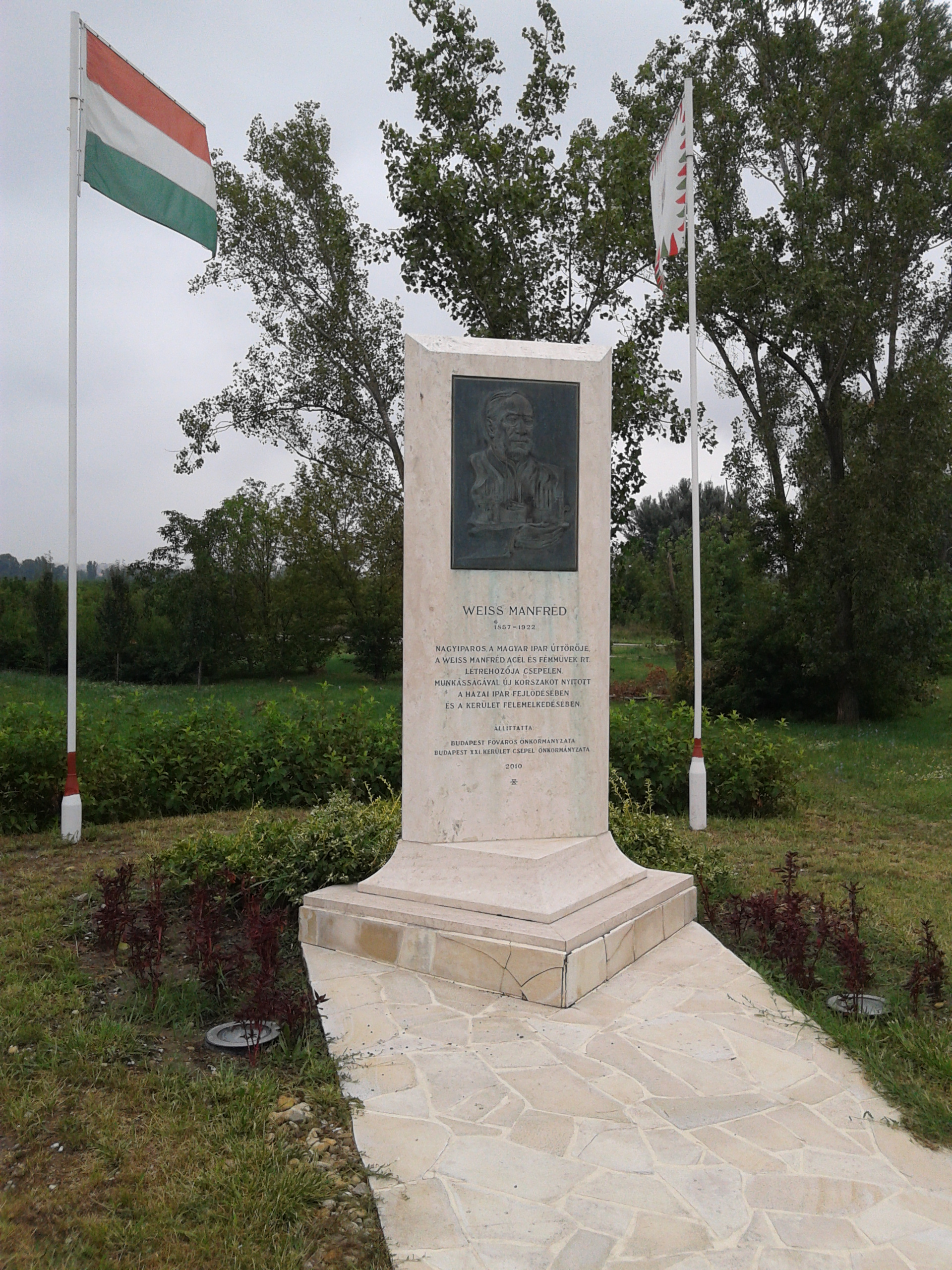
Weiss Manfréd emléktáblája a Csepel-sziget bejáratánál, Szórádi Zsigmond alkotása

A fővároshoz csatolt Csepelen – Weiss Manfréd egykori gyárában – a vaskohászat és gépgyártás egyik hazai központja működött. A Budapestet övező települések fejlődése felerősödött, a fővárosban való letelepedési korlátok, majd a rendszerváltást követő szuburbanizáció az 1960-as évek elejétől a térség településeinek népességét drasztikusan megnövelték.
A Ráckevei járás lakossága 1960-ban 73 846, 1970-ben 89 727, 1980-ban 104 200 főt tett ki. A fővárostól távolabb eső települések lakossága az 1945-ös földosztást követően korábbi és új földjein folytatta mezőgazdasági tevékenységét. Az 1950-es és 1960-as évek gazdasági átalakítás után kialakult f[termelőszövetkezet]]ek az 1970-es évektől nagyüzemekként működtek.
A körzet déli településein a mezőgazdaság túlsúlya maradt a jellemző. Az itt élők közül sokan ingáztak a távolabbi ipari üzemek és lakóhelyük között. Ez jellemezte a járások megszűnése, 1983 után két körzetközponttal (Szigetszentmiklós és Ráckeve) kialakított területet.
2019-ben a Csepel-sziget északi részét jelölték ki a tervezett Diákvárosnak majd a kínai Fudan Egyetemnek.